# Кона (Ланд)
Кона (фр. Cauna) насеље је и општина у југозападној Француској у региону Аквитанија, у департману Ланд која припада префектури Мон де Марсан.
По подацима из 2011. године у општини је живело 427 становника, а густина насељености је износила 31,89 становника/km². Општина се простире на површини од 13,39 km². Налази се на средњој надморској висини од 45 метара (максималној 74 m, а минималној 21 m).

## Демографија
| 1962. | 1968. | 1975. | 1982. | 1990. | 1999. | 2011. |
| ----- | ----- | ----- | ----- | ----- | ----- | ----- |
| 384   | 406   | 401   | 390   | 389   | 389   | 427   |

График промене броја становника у току последњих година